# Bachaquero
Bachaquero é uma cidade da Venezuela localizada no Estado de Zulia. Bachaquero é a capital do município de Valmore Rodríguez.